# Lophosia caudalis
Lophosia caudalis là một loài ruồi trong họ Tachinidae.